# Костюхин, Пётр Иванович
Пётр Иванович Костюхин (1929-2010) — комбайнёр, Герой Социалистического Труда (1966).

## Биография
Пётр Костюхин родился 1 марта 1929 года в селе Орловка (ныне — Азовский район Ростовской области). После окончания школы-семилетки работал в колхозе «Красный авангард». Позднее окончил курсы трактористов и работал по специальности. В 1949—1953 годах служил в Советской Армии. Демобилизовавшись, работал механизатором в совхозе «Веселовский».
Костюхин был одним из лучших механизаторов во всём районе. Позднее он стал бригадиром тракторной бригады. Применил несколько десятков усовершенствования сельскохозяйственной техники, что позволило сэкономить тысячи рублей. Бригада Костюхина имела широкий профиль — выращивала хлеб, кукурузу, подсолнечник и ряд других растительных культур, ремонтировала технику, обрабатывала поля, вносила удобрения, внедряла новейшие сорта зерновых. В годы освоения целины Костюхин пятнадцать раз ездил в командировки. В 1964 году на своём комбайне он намолотил 15 тысяч тонн зерна, а на следующий год, несмотря на плохие погодные условия, также добился высоких показателей в работе.
Указом Президиума Верховного Совета СССР от 23 июня 1966 года за «успехи, достигнутые в увеличении производства и заготовок пшеницы, ржи, гречихи, риса, других зерновых и кормовых культур и высокопроизводительном использовании техники» Пётр Костюхин был удостоен высокого звания Героя Социалистического Труда с вручением ордена Ленина и медали «Серп и Молот».
С 1989 года — на пенсии. Проживал в посёлке Весёлый, занимался общественной деятельностью. Умер 8 мая 2010 года.
Был награждён двумя орденами Ленина, орденами Октябрьской революции, Трудового Красного Знамени, Дружбы народов, рядом медалей.